# Fiesta de la bicicleta
La fiesta de la bicicleta es un evento lúdico y deportivo que se desarrolla en el municipio malagueño de Benalmádena, España.
Esta fiesta está organizada por el Ayuntamiento de Benalmádena y varias empresas del municipio y en ella el principal protagonista es la bicicleta. La actividad central coincide con un paseo en este medio de transporte a lo largo de las calles del municipio, principalmente por el núcleo de Arroyo de la Miel. Esta fiesta no tiene carácter competitivo y en ella se premian los disfraces exhibidos por los ciclistas y la decoración de los vehículos. La fiesta concluye con sorteos de bicicletas y otros premios a los ganadores.